# 喬丹·湯普森 (排球運動員)
喬丹·湯普森（英語：Jordan Thompson，1997年5月5日—），美國女子排球運動員，司職接應二傳及主攻。現時效力於LOVB 休斯頓。
她是美國國家女子排球隊隊員。她代表美國出戰2019年世界女排聯賽奪得金牌。
2019年，土超豪門費內巴切女排俱樂部的主力接應二傳梅麗莎·巴爾加斯在比賽時受傷，其恢复时间不穩。所以费内巴切便引进了自由身的湯普森。這此是湯普森首次加盟外國球隊，而隨著巴爾加斯傷癒重返球場後，湯普森亦在球隊中嘗試改打主攻位置。

## 獎項

### 國家隊
- 2019年女子排球國家聯賽： - 冠軍
- 2021年女子排球國家聯賽： - 冠軍
- 2020年東京奧運會女子排球比賽： - 冠軍
- 2024年巴黎奧運會女子排球比賽： - 亞軍